# Christoph 1
Christoph 1 ist der Funkrufname des an der München Klinik Harlaching stationierten Rettungshubschraubers, der am 1. November 1970 als erster ziviler Rettungshubschrauber in der Bundesrepublik Deutschland in Dienst gestellt wurde.
Betreiber ist die ADAC Luftrettung gGmbH in München, die auch die Piloten stellt; Träger ist der Rettungszweckverband München. Die Notärzte sind Chirurgen, Anästhesisten und Internisten aus der München Klinik Harlaching; die Rettungsassistenten/Notfallsanitäter stammen von der Berufsfeuerwehr München. Die zuständige Rettungsleitstelle ist die Integrierte Leitstelle München.

## Geschichte
Ende der 1960er Jahre entwickelte der Chirurg Hans Burghart des Städtischen Krankenhauses München-Harlaching (heute: München Klinik Harlaching) zusammen mit dem ADAC, unter Federführung des damaligen ADAC-Vizepräsidenten Franz Stadler und Gerhard Kugler (ADAC e. V., Abt. Unfallrettung), ein Konzept zur Verbesserung der Rettungskette durch die Ergänzung mit Luftrettungsfahrzeugen. Zunächst charterte der ADAC einen Hubschrauber vom Typ Bell 206B Jet Ranger mit dem Funkrufnamen Kolibri vom 13. Juni bis zum 6. Oktober 1968 mit Stationierung in München-Riem und vom 20. Dezember bis zum 7. Januar 1969 mit Stationierung im Klinikum rechts der Isar und setzte ihn versuchsweise für Einsätze rund um München ein. Eine dritte Testphase lief im Sommer 1969.
Die Besatzung bestand wegen der beengten Platzverhältnisse lediglich aus Pilot und Notarzt. Infolge der Testläufe wurde mit einer Bölkow Bo 105 mit dem Funkrufnamen Christoph 1 am 1. November 1970 der erste offizielle zivile Luftrettungsstützpunkt mit Standort am städtischen Krankenhaus München-Harlaching gegründet, der sich als richtungsweisend für die Luftrettung in Deutschland und auch im Ausland erweisen sollte. Die Taufe durch Bundesverkehrsminister Georg Leber und ADAC-Vizepräsident Franz Stadler fand am 29. September 1970 im Englischen Garten in München statt.
Der Funkrufname war in der Anfangszeit „Rotkreuz Bayern 4“, die Funkstation im Krankenhaus München-Harlaching „Rotkreuz Bayern 5“. Zur Besatzung gehören ein Arzt des Krankenhauses, ein ADAC-Pilot und ein Rettungssanitäter. Von Januar 1975 bis zum 2. Februar 1984 wurden Piloten und Bordtechniker vom Bundesgrenzschutz gestellt. In diesem Zeitraum wurde das alte Flugmuster Bo 105 gegen den ersten Rettungshubschrauber vom Typ MBB/Kawasaki BK 117 ausgetauscht. 1995 wurde der Rettungshubschrauber zusätzlich mit einer Rettungswinde ausgerüstet.
Zum 1. Januar 2010 wurde die Besetzung des RTH mit Rettungsassistenten neu ausgeschrieben; die Berufsfeuerwehr München löste den bisherigen Partner, den Kreisverband München des Bayerischen Roten Kreuzes, ab. Innerhalb der Berufsfeuerwehr wurden dazu fünf Rettungsassistentenstellen geschaffen.

## Zwischenfälle
- Am 17. August 1971 stürzte Christoph 1 während eines Notfalleinsatzes ab,[4] als der Heckrotor im Landeanflug auf die Einsatzstelle in München-Allach ein Hindernis berührte. Der Notarzt starb, während der Pilot und der Rettungssanitäter schwer verletzt wurden.[5]
- Infolge einer Berührung des Hauptrotors mit einem Maibaum kam es am 2. Oktober 1975 in Arget zum Absturz.[6] Hierbei starben der Notarzt und der Rettungssanitäter am Unfallort und eine Woche später der Pilot. 2010 spendete der Förderverein Christoph 1 e. V. ein Ehrenmal in Form einer bronzenen Gedenktafel.[7]

- Am 19. Dezember 2003 wurde Christoph 1 während eines Einsatzes schwer beschädigt, als dieser bei der Landung mit einem Verkehrsschild kollidierte. Die unverletzte Besatzung kümmerte sich anschließend um die Versorgung des Patienten und musste von der Feuerwehr zu ihrem Stützpunkt gefahren werden.[8]

## Sonstiges
Der Name Christoph geht auf den heiligen Christophorus zurück, den Schutzpatron der Reisenden. Nach ihm tragen in der Regel die deutschen „öffentlich-rechtlichen“ Rettungshubschrauber den BOS-Funk-Rufnamen Christoph, gefolgt von einer Nummer bei Rettungshubschraubern und einer Bezeichnung zum Standort bei Intensivtransporthubschraubern. Die einheitliche Nummerierung mit Standort wurde mit Erlass des Bundesinnenministeriums vom 8. April 1976 festgelegt. Seit etwa 2009 wird in einigen Bundesländern von dieser Ordnungssystematik wieder abgewichen.
Neben dem Rettungshubschrauber Christoph 1 ist in München außerdem ein Intensivtransporthubschrauber stationiert, welcher den Rufnamen Christoph München trägt. Dieser steht am Klinikum der Universität München.